# Trevor McFur in the Crescent Galaxy
Trevor McFur in the Crescent Galaxy est un jeu vidéo de type shoot them up développé par Flare2 et édité par Atari, sorti en 1993 sur Jaguar.